# カーセックス
カーセックスは、自動車の車室内で行う性行為である。

## 心理学的解釈
一般に透明なガラスによって視線を遮られることがないにもかかわらず自動車内の密閉した空間は、搭乗者に対して外界と隔絶した空間であるとの錯覚を覚えさせる。
この非対称的な認知感覚がカップルをカーセックスに駆り立てると同時にさまざまな社会問題を引き起こす原因となる。

## 注意
犯罪を招きやすい行為と考えられ、メディアなどで事件として報じられることもあるので注意が必要である。
ニュースや公的報告書では「男女が車を止めて話し合っていた」、「駐車中の車内にいた男女の二人連れ」、「自動車内で雑談中のアベック」など婉曲な表現を用いる。
- 自動車は窓ガラスが大きく車内がよく見えるため、そのままの状態で性行為を行うと、公然わいせつに問われることもある。
- 第三者に性行為中の写真や動画を撮られ、恐喝されることがある[1]。また、写真や動画をインターネット上に流出させられ、プライバシーを侵害される事件もある[2]。
- 性交中は無防備となるので強盗に襲われやすく、男性は金品を強奪され[3]女性は強姦や輪姦を受ける事件[4]もある。行為中はドアをしっかり施錠しておくことが望まれる。
- 一般に駐車中の車内で行われるが、移動中の車両の中で行われることがある。この場合絶頂へ近付くにつれて注意が散漫になり、重大な交通事故を起こす危険性がある。
- 駐車禁止の公道で行うと駐車違反となる。